# Lark Reef
Lark Reef är ett rev på Stora barriärrevet i Australien.  Det ligger cirka 35 km nordost om Cooktown i delstaten Queensland. 